# Собор Санта-Ана
Собор Санта-Ана (исп. Santa Iglesia Catedral Basílica de Canarias) — католический храм в городе Лас-Пальмас-де-Гран-Канария на острове Гран-Канария. Посвящён святой Анне — покровительнице города. Является кафедральным собором епархии Канарских островов Севильской архиепархии.
Собор Санта-Ана расположен в исторической части города Вегета у площади святой Анны. Строительство собора на острове Гран-Канария, объявленное католическими королями в 1487 году, началось лишь в 1497 году. В 1557 году из-за финансовых трудностей возведение было приостановлено. Лишь с 1781 года строительство возобновилось и продолжается до настоящего времени. Из-за этого в соборе выделяется два архитектурных стиля: в интерьере преобладает поздняя готика, а внешняя часть храма представляет собой образец неоклассицизма. Некоторые элементы выполнены в стиле барокко.
Часть собора, арки и своды, построены из голубого камня, привезенного из каменоломен Сан-Лоренсо. При постройке применялся и вулканический камень помеса, пористый материал.
В трёхнефном соборе расположены 13 капелл.
Собор Лас-Пальмас не было только собор на Канарских островах до 1819, когда Епархия Сан-Кристобаль-де-ла-Лагуны была основана (также называемый Епархия Тенерифе), базирующейся в Собор Сан-Кристобаль-де-ла-Лагуна, с юрисдикцией для островов провинция Санта-Крус-де-Тенерифе.
В 1894 году Папа римский Лев XIII присвоил собору статус малой базилики. 24 мая 1974 года собор признан историческим памятником.
В настоящее время собор является крупнейшим религиозным сооружением архипелага. При нём создан Епархиальный музей.

## Галерея

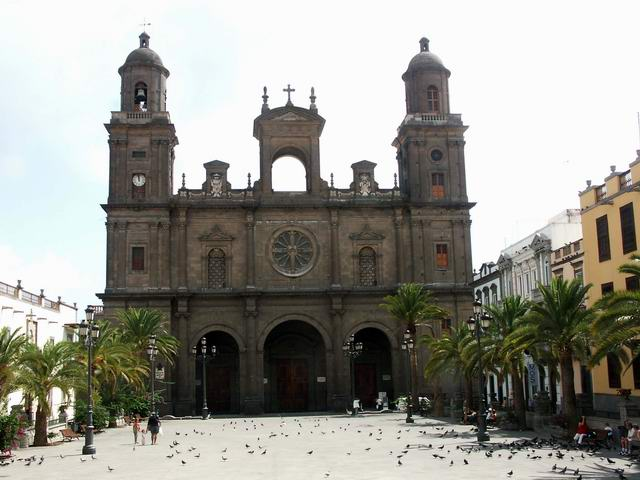
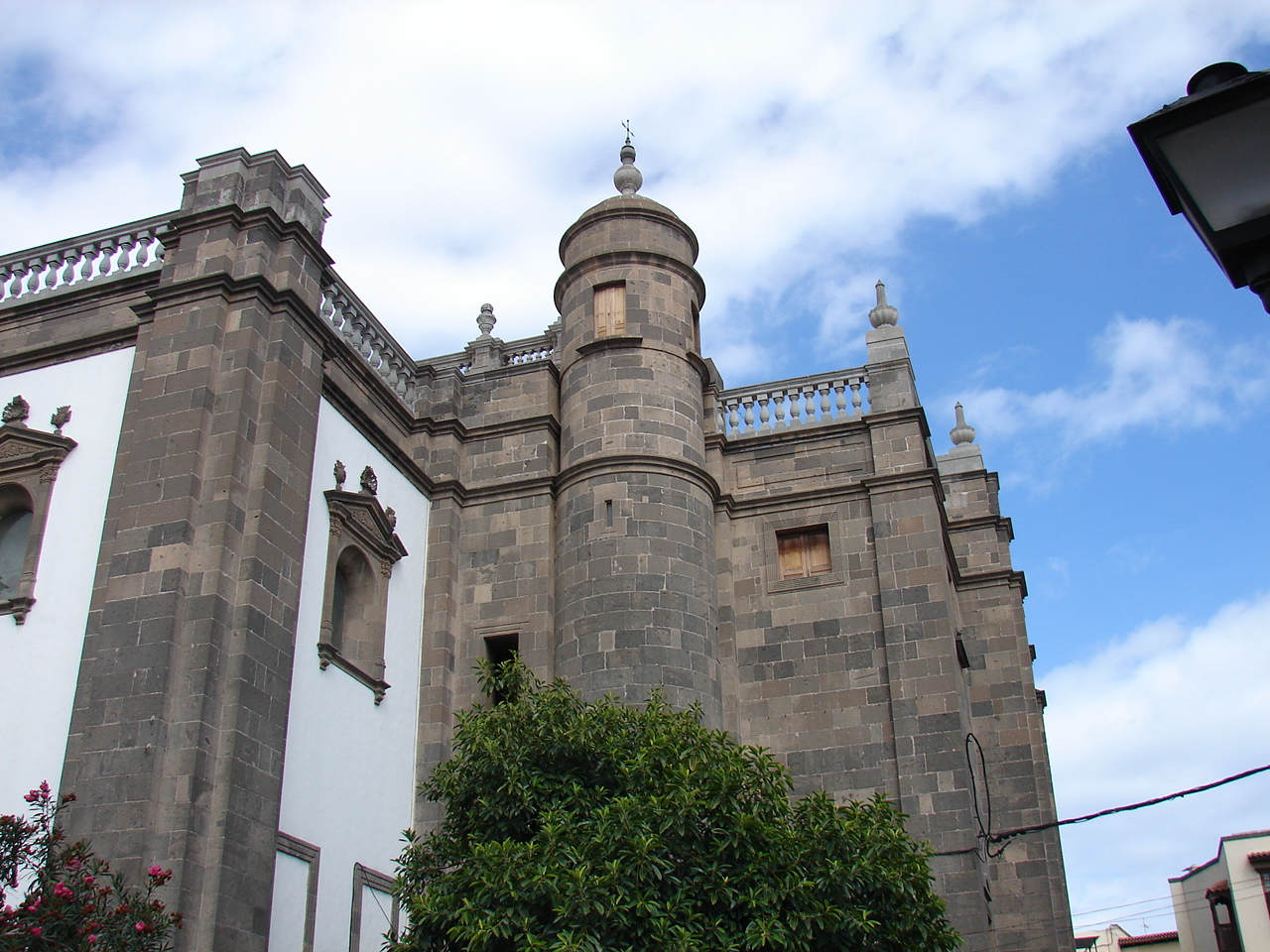
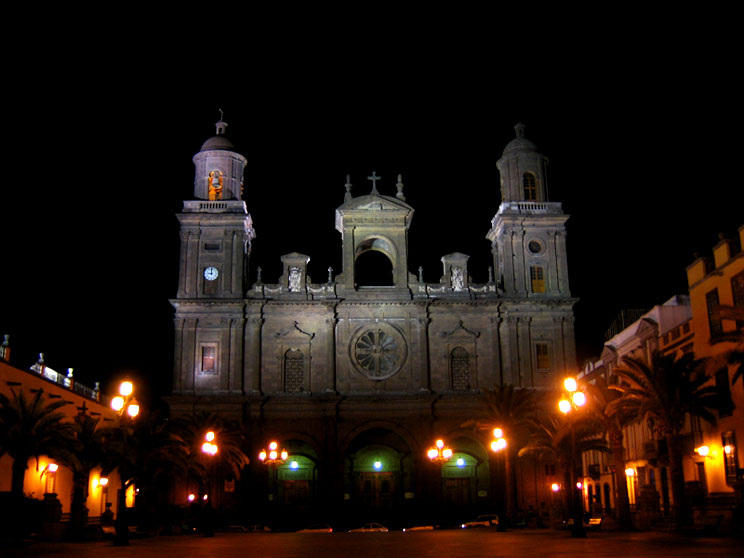